# الغواصة الألمانية يو-216
غواصة يو-216 غواصة يو بوت ألمانية من الفئة السابعة دي بنيت لسلاح بحرية ألمانيا النازية كريغسمارينه، في أحواض فريدريش كروب خلال الحرب العالمية الثانية.

## التصميم
كانت الغواصة الألمانية U-216 واحدة من ست غواصات من الطراز VIID، وقد بلغ وزن إزاحتها 965 طنًا وهي على السطح، و1,080 طنًا أثناء الغمر. بلغ طولها الإجمالي 76.90 مترًا، مع طول لبدن الضغط يبلغ 59.80 مترًا، وعرض (شعاع) 6.38 مترًا، وارتفاع 9.70 مترًا، وغاطس (عمق تحت الماء) 5.01 مترًا.
زُوّدت الغواصة بمحركي ديزل فائق الشحن من طراز Germaniawerft F46 بست أسطوانات، يولدان قوة إجمالية تتراوح بين 2800 و3200 حصان متري (2060–2350 كيلوواط)، للاستخدام أثناء الإبحار على السطح، بالإضافة إلى محركين كهربائيين مزدوجي التأثير من طراز AEG GU 460/8–276 بقوة إجمالية تبلغ 750 حصانًا (560 كيلوواط) للعمل أثناء الغمر. وقد احتوت على عمودين ومروحيتين بقطر 1.23 متر لكل منهما، وكانت قادرة على الغوص حتى عمق 230 مترًا.
بلغت السرعة القصوى للغواصة عند الإبحار على السطح بين 16 و16.7 عقدة (29.6–30.9 كم/ساعة)، بينما كانت سرعتها القصوى تحت الماء 7.3 عقدة (13.5 كم/ساعة). عند الغمر، كان بإمكانها قطع مسافة تصل إلى 69 ميلًا بحريًا بسرعة 4 عقد؛ وعند الإبحار على السطح، كانت قادرة على قطع مسافة تصل إلى 11,200 ميل بحري بسرعة 10 عقد.
أما تسليحها، فقد شمل خمسة أنابيب طوربيد من عيار 53.3 سم (أربعة في المقدمة وواحد في المؤخرة)، واثني عشر طوربيدًا، ومدفعًا بحريًا من طراز SK C/35 عيار 8.8 سم مع 220 طلقة، ومدفعًا مضادًا للطائرات، بالإضافة إلى خمسة أنابيب خاصة لنشر خمسة عشر لغمًا من نوع SMA. بلغ طاقم الغواصة 44 فردًا.